# Jamides gamblea
Jamides gamblea är en fjärilsart som beskrevs av Swinhoe 1916. Jamides gamblea ingår i släktet Jamides och familjen juvelvingar. Inga underarter finns listade i Catalogue of Life.